# Plaza Bicentenaria
La plaza Bicentenaria, se encuentra en el municipio Girardot, en Maracay, estado Aragua, Venezuela. La obra contempla una  plaza cívica con anfiteatro, librería, café y la cubierta de sombra para actividades de actos públicos, espectáculos y ferias.
Construida en 1983, esta plaza ocupa una manzana completa en pleno centro histórico de Maracay, frente a la plaza Atanasio Girardot y el antiguo Cuartel Nacional. Forma parte de un proyecto de renovación urbana creado por el arquitecto Gustavo Niño a mediados de la década de 1970, que contemplaba la integración visual y espacial del cerro El Calvario, y la casa de doña Dolores de Amelia, el propio parque y la plaza Girardot. Hasta la década de 1960 estuvo ocupada por casas que databan de tiempos coloniales y republicanos.
Las labores de rehabilitación iniciaron en 2013, y fue reinaugurada el 14 de noviembre de 2015, bajo el gobierno de Tareck El Aissami. Contaba originalmente con una fuente cibernética de 52 chorros hacia arriba con presión, colores y podía tener contacto con los visitantes, además de fuentes musicales.Actualmente solo funciona la plaza, ya que fuente, el estacionamiento subterráneo y demás instalaciones se encuentran en estado de abandono por falta de mantenimiento y uso.